# Irene Dailey
Pour les articles homonymes, voir Dailey.

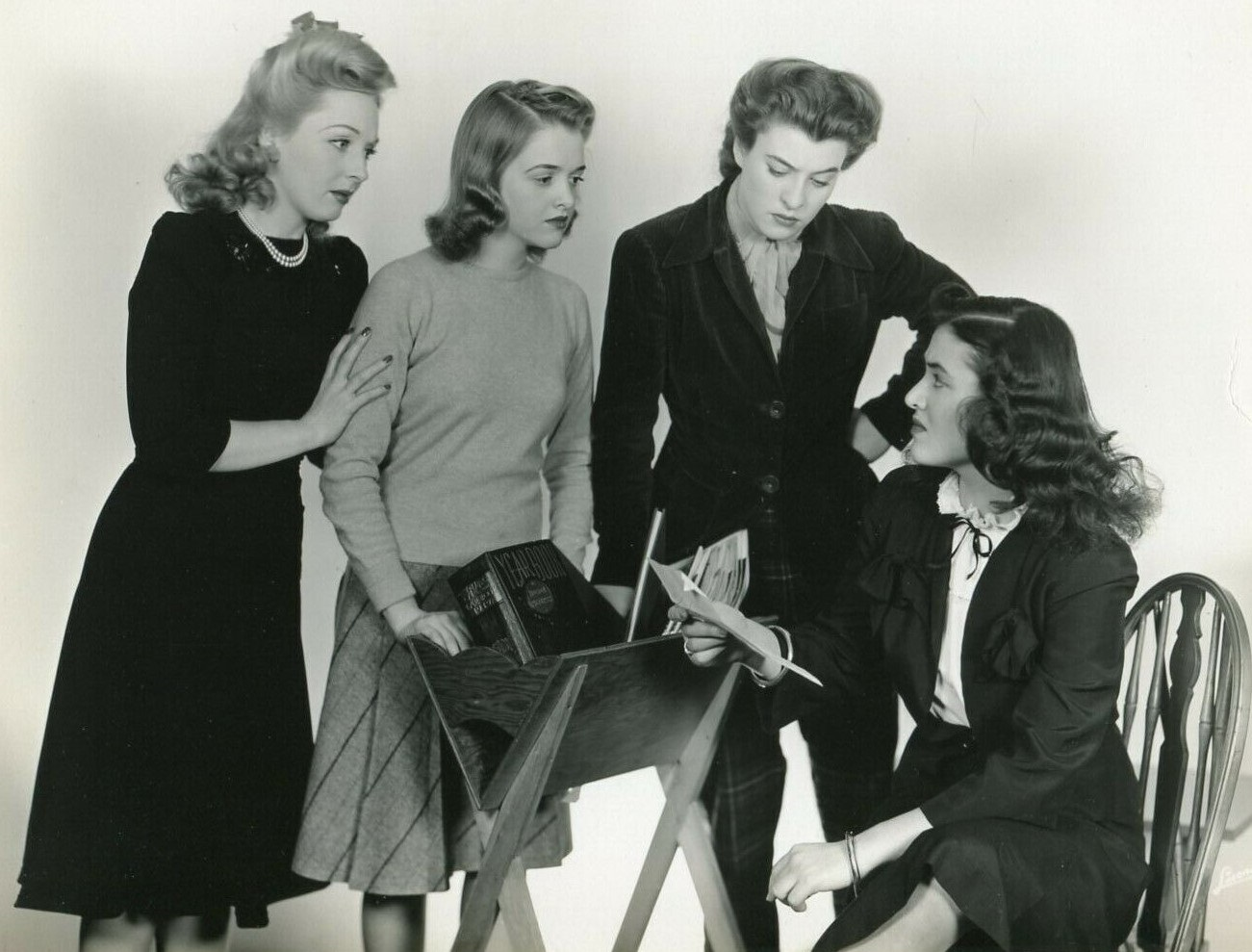
Mary McCormack, Kayo Copeland, Irene Dailey et Ruth Hill (de g. à d.), à Broadway en 1943, dans Nine Girls (photo promotionnelle)

Irene Dailey, née le 12 septembre 1920 à New York (État de New York) et morte le 24 septembre 2008 à Santa Rosa (Californie), est une actrice américaine.

## Biographie
Très active au théâtre dès 1941 durant sa carrière, Irene Dailey joue notamment dans sa ville natale, à Broadway, où elle débute en 1943 dans Nine Girls de Wilfred H. Pettitt (avec Barbara Bel Geddes et K. T. Stevens). Là, suivent onze autres pièces, la dernière en 1996 étant Le Père d'August Strindberg (avec Frank Langella dans le rôle principal et Angela Bettis).
Entretemps, citons Truckline Cafe de Maxwell Anderson (sa deuxième pièce à Broadway, 1946, avec Marlon Brando et Karl Malden), La Bonne Âme du Se-Tchouan de Bertolt Brecht (1956-1957, avec Uta Hagen et Zero Mostel), Andorra de Max Frisch (1963, avec Lou Antonio et Horst Buchholz), ainsi que The Subject Was Roses de Frank D. Gilroy (1964-1966, avec Jack Albertson et Martin Sheen).
Elle se produit aussi Off-Broadway, notamment dans La Bonne Âme du Se-Tchouan (1956-1957) et The Subject Was Roses (première présentation en 1961, avant Broadway) précitées, Rooms de Stanley Mann (1966, avec James Broderick) et enfin Edith Stein d'Arthur Giron (sa dernière pièce Off-Broadway, 1994, avec Laura Esterman dans le rôle-titre et Katie Finneran). Rooms lui permet de remporter la même année 1966 un Drama Desk Award.
Au cinéma, elle contribue à seulement cinq films américains, Commando intrépide (en) de László Benedek (1968, avec Lloyd Bridges et Joan Blackman), Le Refroidisseur de dames de Jack Smight (1968, avec Rod Steiger et Lee Remick), Cinq pièces faciles de Bob Rafelson (1970, avec Jack Nicholson et Susan Anspach), Pas d'orchidées pour miss Blandish de Robert Aldrich (1971, avec Kim Darby et Scott Wilson), et pour finir Amityville : La Maison du diable de Stuart Rosenberg (1979, avec James Brolin et Margot Kidder).
À la télévision américaine, outre un téléfilm diffusé en 1972, elle apparaît dans seize séries, la première en 1958. Ultérieurement, mentionnons Naked City (deux épisodes, 1959-1962), La Quatrième Dimension (un épisode, 1963) et le feuilleton Another World (37 épisodes, 1975-1992), sa dernière série qui lui vaut de gagner en 1979 un Daytime Emmy Award de la meilleure actrice.
Irene Dailey meurt à 88 ans, en 2008. Elle est la sœur cadette de l'acteur Dan Dailey (1913-1978).

## Théâtre (sélection)

### Broadway
- 1943 : Nine Girls de Wilfred H. Pettitt[2] : Stella
- 1946 : Truckline Cafe de Maxwell Anderson : Angie
- 1951 : Springtime Folly de Joseph Schulman, Martin R. Lieberson et Wiliam H. Lieberson : Mlle Pomeroy
- 1951 : Idiot's Delight (en) de Robert E. Sherwood, mise en scène de George Schaefer : Shirley
- 1956-1957 : La Bonne Âme du Se-Tchouan (The Good Woman of Setzuan) de Bertolt Brecht, adaptation et mise en scène d'Eric Bentley, musique de scène de Paul Dessau : Mme Shin
- 1957 : Miss Lonelyhearts, adaptation par Howard Teichmann du roman éponyme de Nathanael West[3], décors et lumières de Jo Mielziner, musique de scène de Jule Styne, mise en scène d'Alan Schneider : Adele Farnum
- 1963 : Andorra de Max Frisch, adaptation de George Tabori : la Señora
- 1964-1966 : The Subject Was Roses de Frank D. Gilroy, mise en scène d'Ulu Grosbard : Nettie Cleary[4]
- 1967-1968 : You Know I Can't Hear You When the Water's Running (en) de Robert Anderson, quatre pièces en un acte (The Shock of Recognition, The Footsteps of Doves, I'll Be Home for Christmas et I'm Herbert), costumes de Theoni V. Aldredge, mise en scène d'Alan Schneider : Harriet (The Footsteps of Doves) / Edith (I'll Be Home for Christmas) / Muriel (I'm Herbert)
- 1991-1993 : Lost in Yonkers de Neil Simon, mise en scène de Gene Saks : Grand-mère Kurnitz (doublure)
- 1996 : Le Père (The Father) d'August Strindberg, adaptation de Richard Nelson : la vieille Margaret (la nourrice)

### Off-Broadway
- 1956-1957 : La Bonne Âme du Se-Tchouan (The Good Woman of Setzuan) de Bertolt Brecht, adaptation et mise en scène d'Eric Bentley, musique de scène de Paul Dessau : Mme Shin
- 1961 : The Subject Was Roses de Frank D. Gilroy, mise en scène d'Ulu Grosbard : Nettie Cleary
- 1966 : Rooms de Stanley Mann, deux pièces en un acte (Better Luck et A Walk) : Mlle Quincey (Better Luck) / Mme Henry (A Walk)
- 1976 : Rio Grande de Martin Sherman (monologue)
- 1994 : Edith Stein d'Arthur Giron : Augusta Stein

## Filmographie

### Cinéma (intégrale)
- 1968 : Commando intrépide (en) (Daring Game) de László Benedek : Mme Carlyle
- 1968 : Le Refroidisseur de dames (No Way to Treat a Lady) de Jack Smight : Mme Fitts
- 1970 : Cinq pièces faciles (Five Easy Pieces) de Bob Rafelson : Samia Glavia
- 1971 : Pas d'orchidées pour miss Blandish (The Grissom Gang) de Robert Aldrich : Gladys « Ma » Grissom
- 1979 : Amityville : La Maison du diable (The Amityville Horror) de Stuart Rosenberg : Tante Helena

### Télévision (sélection)
(séries, sauf mention contraire)
- 1959-1962 : Naked City
  - Saison 1, épisode 31 Four Sweet Corners (1958) de Stuart Rosenberg : Amy Gary
  - Saison 3, épisode 33 Goodbye Mama, Hello Auntie Maud (1962) de Robert Gist : Tante Maud
- 1962 : Les Accusés (The Defenders), saison 2, épisode 9 The Avenger de Stuart Rosenberg : Mme Prinzler
- 1963 : La Quatrième Dimension (The Twilight Zone), saison 4, épisode 5 La Muette (Mute) de Stuart Rosenberg : Mlle Frank
- 1963 : Le Jeune Docteur Kildare (Dr. Kildare), saison 2, épisode 20 A Trip to Niagara de Robert Gist : Sara Anderson
- 1964 : Ben Casey, saison 3, épisode 31 Heap Logs and Let the Blaze Laugh Out d'Irving Lerner : Caroline Bullard
- 1969-1970 : The Edge of Night, feuilleton (épisodes non spécifiés) : Pamela Stewart
- 1972 : Jigsaw, téléfilm de William A. Graham : Mme Cummings
- 1975 : Another World, feuilleton, 37 épisodes : Liz Matthews

## Récompenses (sélection)
- 1966 : Drama Desk Award, pour Rooms
- 1971 : Prix Sarah-Siddons, pour ses prestations au Chicago Theatre
- 1979 : Daytime Emmy Award de la meilleure actrice dans une série télévisée dramatique, pour Another World